# Fels am Wagram
Fels am Wagram è un comune austriaco di 2 197 abitanti nel distretto di Tulln, in Bassa Austria; ha lo status di comune mercato (Marktgemeinde).